# Versandbetrug
Versandbetrug oder Bestellbetrug, kriminologischer Fachbegriff Warenkreditbetrug, ist eine Begehungsform des Betrugs im Online-Handel, bei der der Täter Waren mit dem Vorsatz bestellt, diese nach Erhalt nicht zu bezahlen. Ziel ist es, die Ware des Verkäufers zu erhalten, ohne dafür eine Gegenleistung zu erbringen.
Dabei werden häufig falsche Namen angegeben und die versandten Pakete mit einer fiktiven Unterschrift angenommen. Die Forderung kann der Versender nicht eintreiben, da der Name des Schuldners falsch ist, dieser meist unter der angegebenen Adresse nicht wohnt und Nachforschungen bei dem Massengeschäft im Sande verlaufen. Geschädigt ist der Versandhändler und letztlich alle Kunden des Versandhauses, da der Verlust in die Preiskalkulation einfließen muss.
Die bandenmäßige Begehungsform ist der Stoßbetrug.
Beim sog. Nigeria-Betrug agieren die Täter vom Ausland aus. Es werden Anbieter bei Auktionshäusern (z. B. eBay) um ihre Waren betrogen. Der Bieter kommt aus Nigeria oder anderen Staaten, wie etwa Großbritannien oder den Niederlanden, wohin auch die Ware verschickt werden soll. Mögliche Indizien für einen Betrugsverdacht sind:
1. Der Bieter akzeptiert Höchstpreise und bietet über dem durchschnittlichen Preisniveau.
2. Er drängt auf zeitnahen Versand.
3. Die Zahlung mittels Banküberweisung, bestätigtem Scheck oder Treuhandkonto wird versprochen. Es werden gefälschte Bestätigungen vorgelegt, z. B. von Western Union mit Texten wie „wire transfer confirmed“. Auch gefälschte Mitteilungen von BidPay.com und PayPal sind bekannt.

Wird nun die Ware nicht bezahlt und ohne vorherige Prüfung der Adresse des Empfängers versendet, ist sie meist verloren, da die nigerianische Post oft nicht auf Reklamationen reagiert.
Beim Warenbetrug hingegen verspricht der Täter die Lieferung einer Ware, die er entweder gar nicht oder in minderwertiger Qualität erbringt. Ziel ist es, die Zahlung des Käufers zu erlangen, ohne dafür eine Gegenleistung zu erbringen. Warenbetrug wird auch unter Einschaltung sog. Finanzagenten begangen, auf deren Konto der Kaufpreis zunächst entrichtet werden soll.
Die polizeiliche Kriminalitätsstatistik für das Jahr 2015 verzeichnet insgesamt über 730 000 Waren- und Warenkreditbetrugsfälle mit einer Aufklärungsquote von durchschnittlich 76 %.